# تونل مانش

مشخصات لایه‌های زمین‌شناسی محل عبور تونل مانش

تونل مانش مسیر راه‌آهن ۵۲ کیلومتری در بستر کانال مانش است که بندر پادوکاله فرانسه را به شهرک فوکستون انگلستان متصل می‌کند. این تونل در زیر کف دریا حفر شده‌است.
مخارج آن که بزرگ‌ترین پروژهٔ ساختمانی اروپا است، ۶ میلیارد پوند (تقریباً ۸ میلیارد دلار) برآورد شده‌است. این تونل ۴۰ متر پایین‌تر از کف دریا (بیش از ۱۰۰ متر پایین‌تر از سطح دریا) ساخته شده و دارای ۲ خط (رفت و برگشت) برای قطارهای حمل اتومبیل و مسافر است. قطر هر کانال ۷٫۶ متر و دارای لوله‌های تهویه و نجات مصدومان احتمالی است. عبور قطارها از تونل ۲۰ دقیقه طول می‌کشد و با این پروژه زمان مسافرت از پاریس به لندن و بالعکس از طریق زمینی ۳ ساعت کاهش خواهد یافت.
تونل مانش که به آن تونل کانال نیز گفته می‌شود، بار دیگر انگلستان را از طریق خشکی به دیگر قارهٔ اروپا متصل می‌کند. این تونل ۵۰٫۵ کیلومتر طول دارد که زیر بستر دریای مانش حفر شده و کنت در انگلیس را به کاله در فرانسه متصل می‌کند. مانش که انجمن مهندسان عمران آمریکا آن را یکی از عجایب هفتگانهٔ دنیای مدرن نامیده‌است دارای دو خط ریلی و یک تونل جانبی برای خودروها است. گفته می‌شود تنها در عصر یخبندان یعنی چیزی حدود ۸٬۵۰۰ سال پیش انگلستان به اروپا متصل بوده‌است. این پروژه در زمان اجرا با صرف ۲۱ میلیارد پوند پرهزینه‌ترین طرح مهندسی تاریخ به‌شمار می‌رفت به گونه‌ای که هزینهٔ اجرای آن ۷ برابر بیشتر از هزینهٔ اجرایی پل گلدن گیت (یکی از عجایب هفتگانهٔ دنیای مدرن) بود.
بیشتر ماشین‌ها و دستگاه‌های حفر تونلی که در این پروژه مورد استفاده قرار گرفتند دو برابر یک زمین فوتبال طول داشتند و قادر بودند روزی ۷۶ متر تونل حفر کنند. با این حال حفر تونل ۶ سال طول کشید و قرار بود انگلیسی‌ها و فرانسوی‌ها در نقطه‌ای مشترک به هم برسند که انگلیسی‌ها موفق شدند سریع‌تر به نقطهٔ موردنظر برسند. یکی از نکات مهم در خصوص حفر تونل این بود که دوطرف باید بدون کوچک‌ترین انحرافی به یکدیگر می‌رسیدند. به‌همین خاطر از سیستم‌های رادیویی و همچنین GPS نهایت استفاده به‌عمل آمد.
پس از پایان تمام مراحل ساخت تونل، فرانسوا میتران (رئیس‌جمهور وقت فرانسه) و الیزابت ملکهٔ انگلستان در تاریخ ۶ مهٔ ۱۹۹۴ در کاله فرانسه تونل را رسماً افتتاح کردند. ملکهٔ انگلستان از ایستگاه واترلو لندن و فرانسوا میتران از ایستگاهی در لیل به سوی کاله به حرکت درآمدند. این دو قطار با قطع سیستم کنترل رایانه‌ای تونل در یک لحظه به کالائیس رسیدند و رودرروی یکدیگر قرار گرفتند. پس از انجام مراسم افتتاح در کالائیس، میتران و ملکه الیزابت دوباره از طریق تونل به خاک انگلستان رفتند تا مراسم مشابهی را در آنجا برگزار کنند. در مراسم افتتاحیه دو نفر از کارگرانی که برای نخستین‌بار با فروریختن آخرین لایهٔ خاک، دو تونل را به هم متصل کرده بودند نیز حضور داشتند.

## نگارخانه

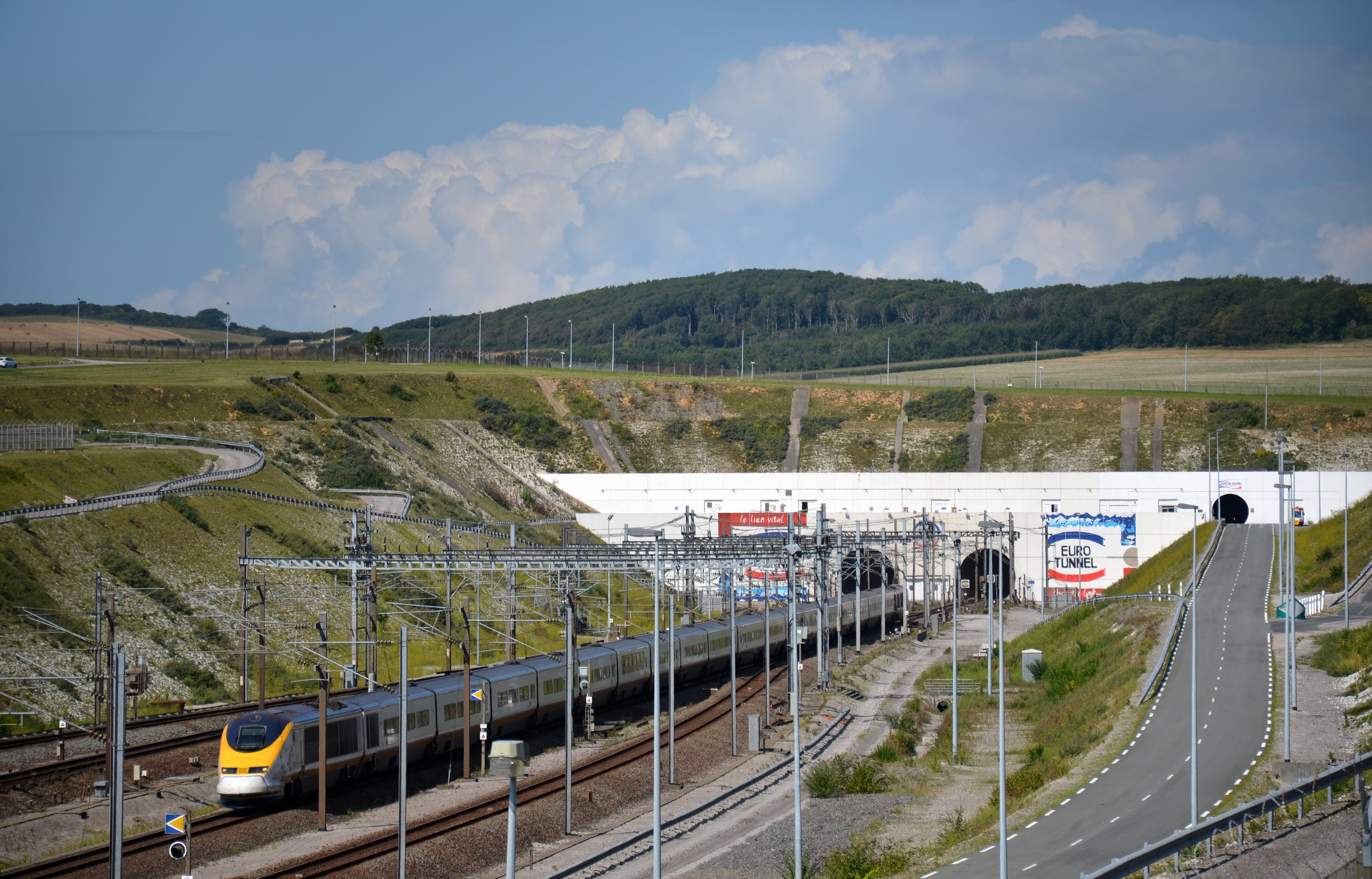
ورودی تونل در فرانسه
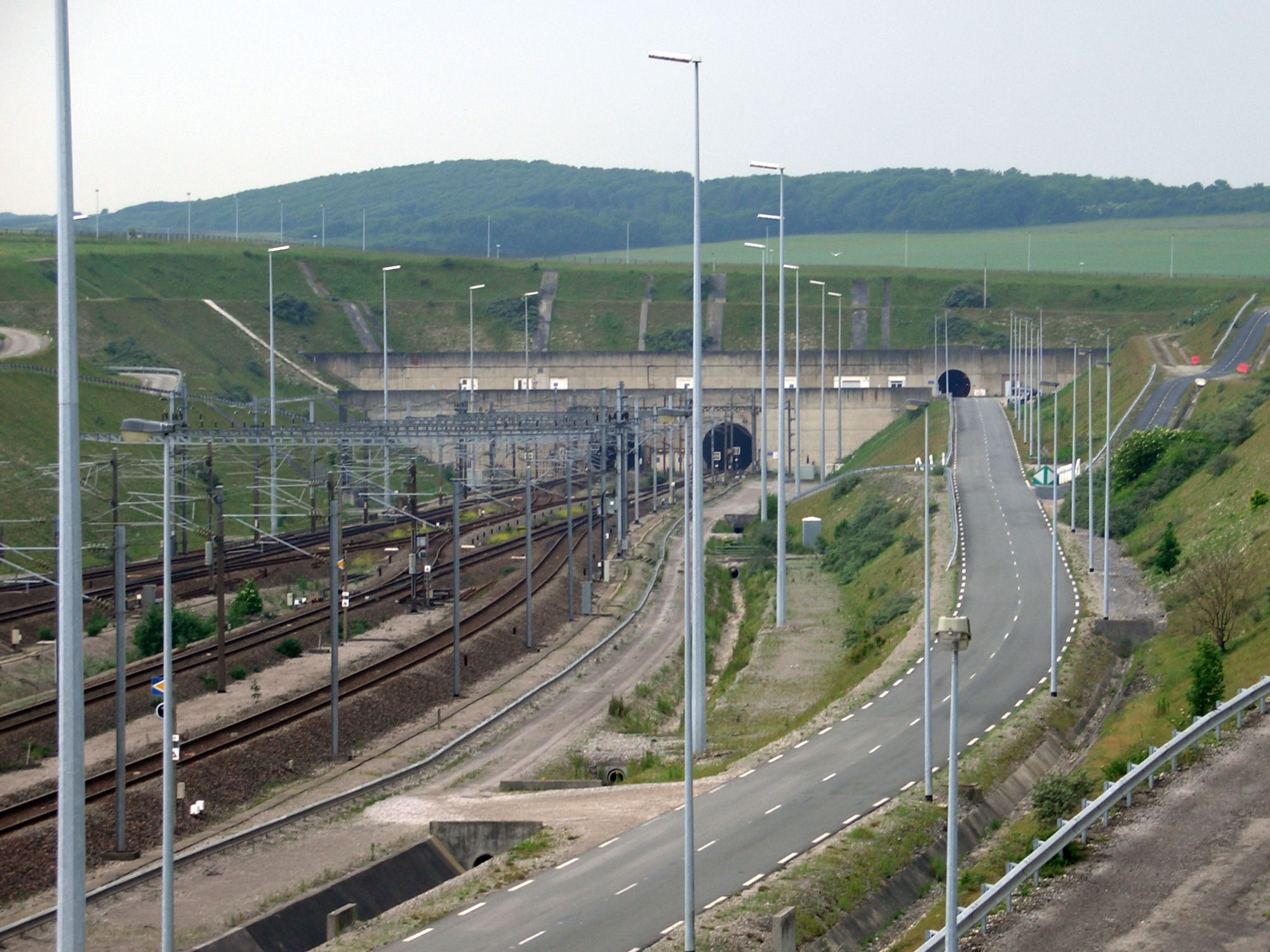
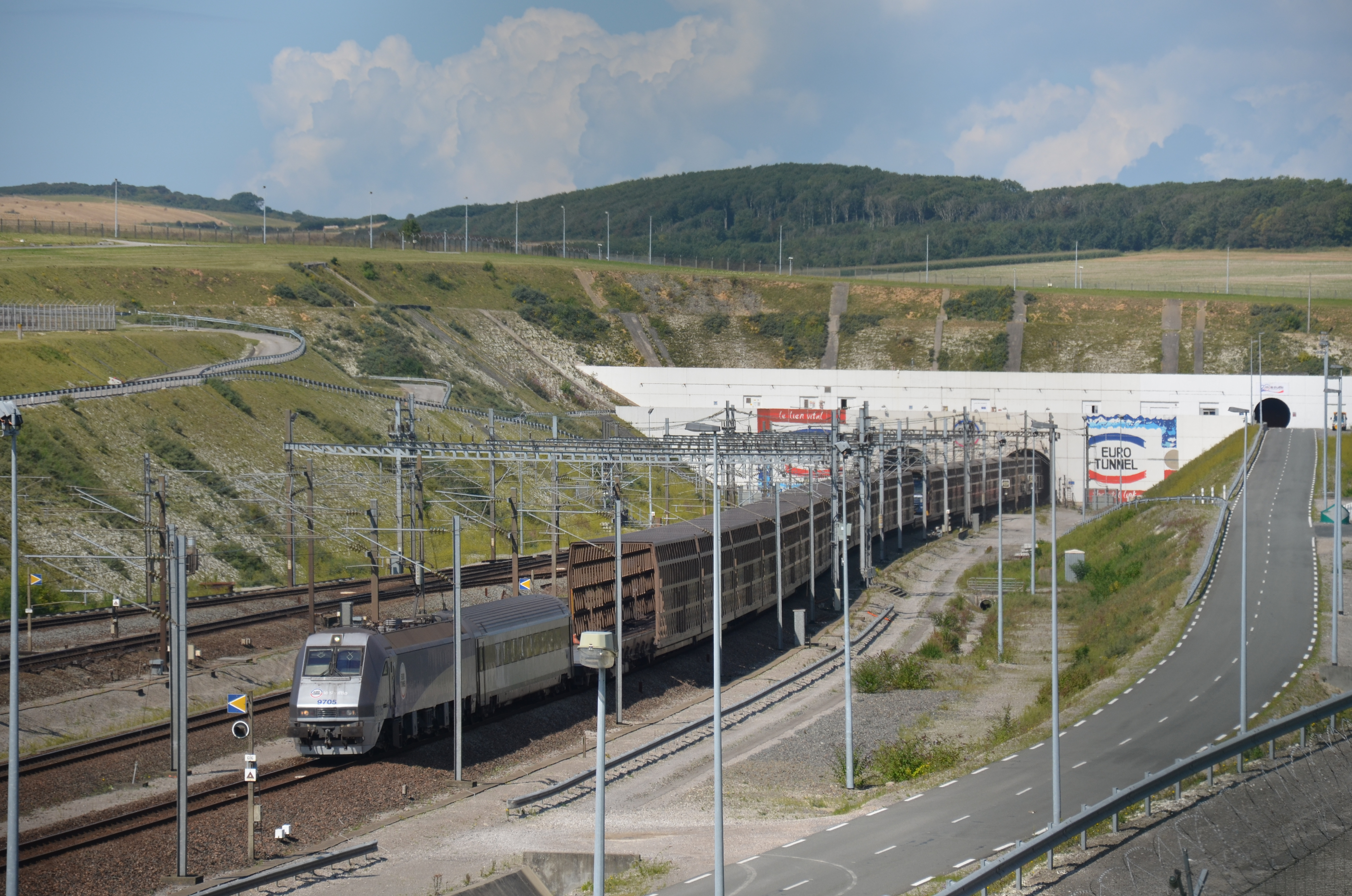